# Nakadzsima Kazuki
Nakadzsima Kazuki (japánul: 中嶋 一貴, nyugaton: Kazuki Nakajima; Aicsi, 1985. január 11. –) japán autóversenyző, 2007-től 2009-ig a Williams-Toyota csapat Formula–1-es pilótája.
Kazuki az egykori Formula–1-es versenyző, Nakadzsima Szatoru fia. Karrierje 1996-ban, 11 éves korában, gokarttal indult. Három évvel később megnyerte a Suzuka Formula ICA bajnokságot, majd 2002-ben a kategória japán bajnokságát. 2012-ben és 2014-ben pedig japán Super Formula bajnok lett, továbbá a 2018-as és a 2019-es és a 2020-as Le Mans-i 24 órás verseny győztese.

## A Formula–1-ben

### Williams

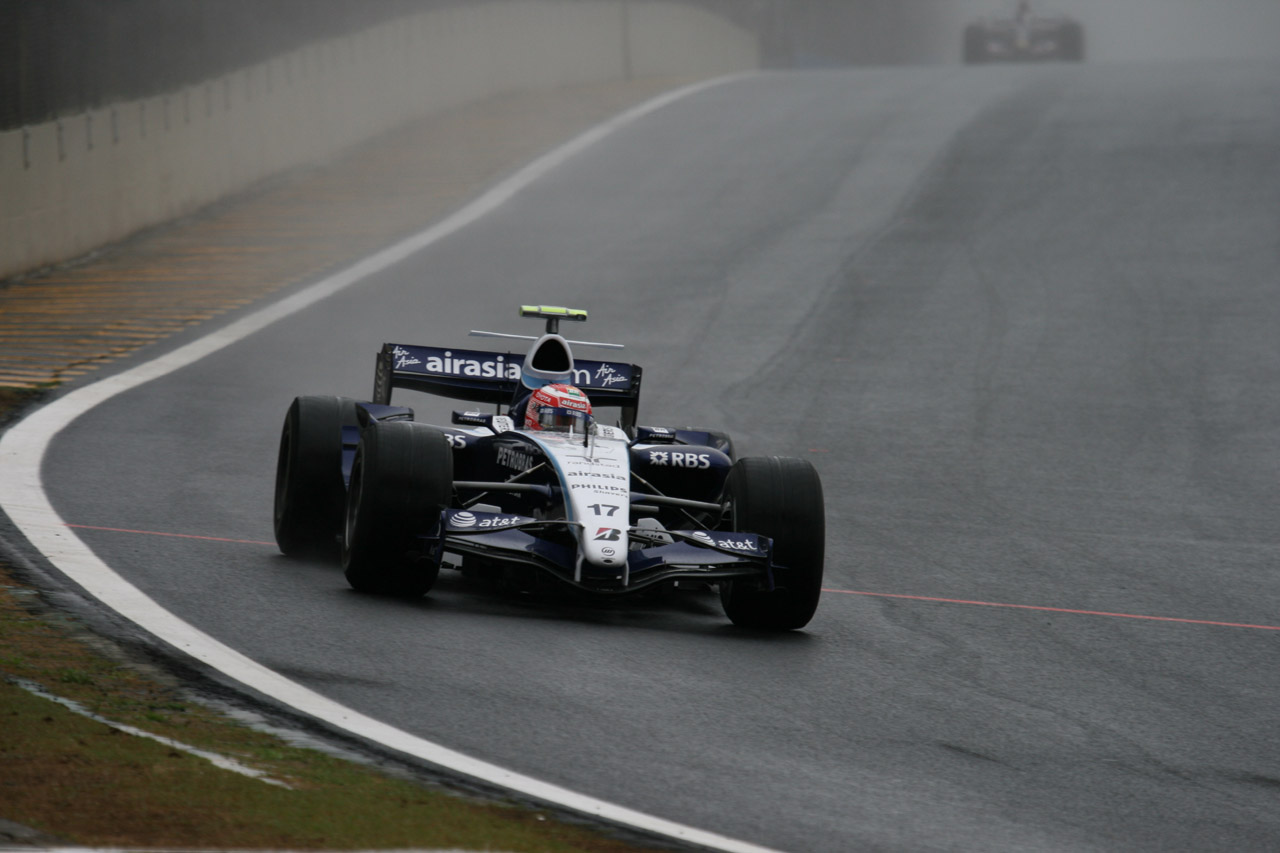
A 2007-es brazil nagydíj szabadedzésén

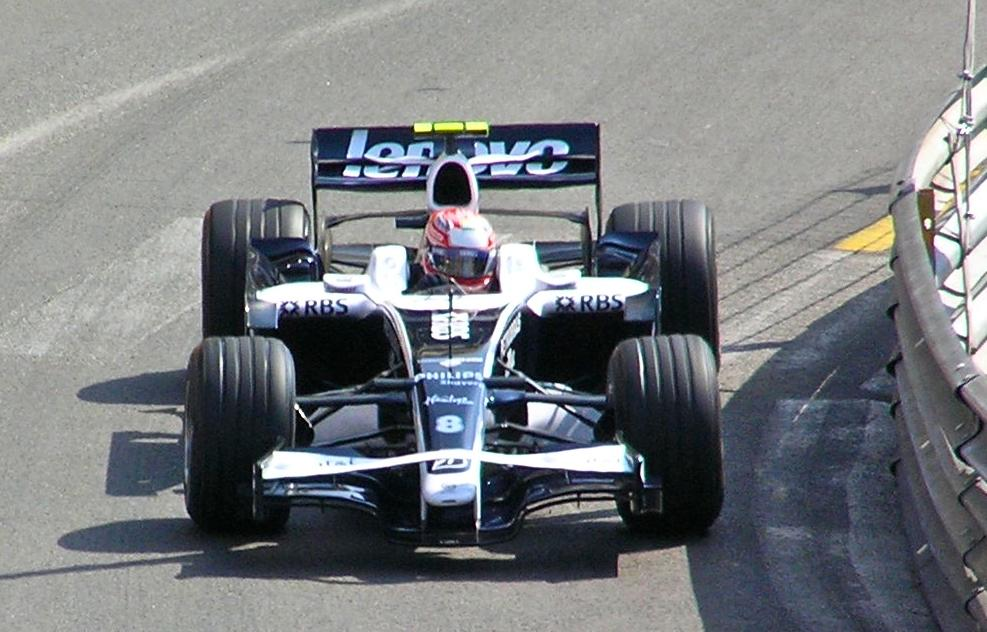
A 2008-as monacói nagydíjon

A 2007-es szezon utolsó nagydíján, az osztrák Alexander Wurz visszavonulását követően Nakadzsima, a Williams-Toyota csapat tesztpilótája lehetőséget kapott a versenyzésre. Az időmérő edzésen csak 19. lett, ám a versenyen felküzdötte magát a 10. helyre. Emlékezetes, hogy a boxkiállásakor pár szerelőt elütött, akiket kórházba is szállítottak. Az eset után Nakajima elnézést kért az érintettektől.
2008-ban Nakadzsima a Williams-Toyota versenyzője maradt, csapattársa Nico Rosberg. A szezon első versenyén, Ausztráliában hátulról nekiütközött Robert Kubicának, aki autója sérülése miatt kiesett a versenyből. Nakadzsima 6. lett. A maláj nagydíjon a 17. helyen végzett, Bahreinben 14. lett. A spanyol versenyen mindkét Williams-Toyota pontszerző helyen haladt, amikor Rosberg motorhiba miatt kiesett, így megörökölte tőle a 7. helyet. Pályafutása második pontszerző helyét érte el. Törökországban az első körben összeütközött Fisichellával és kiesett. Az esős monacói nagydíjon Rosberg kiesése után rá hárult a feladat, hogy pontot szerzzen a csapatnak, végül 7. lett. Kanadában leszakadt az első vezetőszárnya, és az autója húzta a földön. Bejött a boxba, de a letörött szárny beszorult az autó kereke alá. Nakadzsima nem tudott elkanyarodni, a falnak ütközött és kiesett. A francia nagydíjon a 15. rajtkockáról indult és ugyanezen a helyen ért célba. A brit nagydíj időmérőjén a 15. helyet szerezte meg, a versenyen viszont feljött az 1 pontot érő, 8. helyre. A német nagydíjtól az olasz nagydíjig rendre célba ért, de mindig a legjobb nyolcon kívül. A szingapúri nagydíjon, ahol csapattársa a dobogó második fokára állhatott, ismét pontot szerzett, egy 8. hellyel. Az évad hátralevő három versenyén ugyan célba ért, de pontot nem szerzett, így 2008-ban a 15. helyezett lett a világbajnokságban.

## Eredményei

### Teljes Formula–1-es eredménysorozata
(Táblázat értelmezése)

(Félkövér: pole-pozícióból indult; dőlt: leggyorsabb kört futott) 

| Év   | Csapat   | 1      | 2      | 3      | 4      | 5      | 6       | 7      | 8      | 9      | 10     | 11      | 12     | 13     | 14     | 15     | 16     | 17     | 18     | Helyezés | Pont |
| ---- | -------- | ------ | ------ | ------ | ------ | ------ | ------- | ------ | ------ | ------ | ------ | ------- | ------ | ------ | ------ | ------ | ------ | ------ | ------ | -------- | ---- |
| 2007 | Williams | AUS Tp | MAL Tp | BHR    | ESP    | MON    | CAN Tp  | USA Tp | FRA    | GBR    | EUR    | HUN     | TUR    | ITA    | BEL    | JPN    | CHN Tp | BRA 10 |        | 22.      | 0    |
| 2008 | Williams | AUS 6  | MAL 17 | BHR 14 | ESP 7  | TUR Ki | MON 7   | CAN Ki | FRA 15 | GBR 8  | GER 14 | HUN 13  | EUR 15 | BEL 14 | ITA 12 | SIN 8  | JPN 15 | CHN 12 | BRA 17 | 15.      | 9    |
| 2009 | Williams | AUS Ki | MAL 12 | CHN Ki | BHR Ki | ESP 13 | MON 15† | TUR 12 | GBR 11 | GER 12 | HUN 9  | EUR 18† | BEL 13 | ITA 10 | SIN 9  | JPN 15 | BRA Ki | UAE 13 |        | 20.      | 0    |

† A versenyt nem fejezte be, de helyezését értékelték, mivel teljesítette a futam több, mint 90%-át.

### Teljes Formula Nippon/Super Formula eredménylistája
(Táblázat értelmezése)

(Félkövér: pole-pozícióból indult; dőlt: leggyorsabb kört futott) 

| Év   | Csapat                  | 1      | 2      | 3      | 4     | 5      | 6      | 7      | 8     | 9      | Helyezés | Pont |
| ---- | ----------------------- | ------ | ------ | ------ | ----- | ------ | ------ | ------ | ----- | ------ | -------- | ---- |
| 2011 | Petronas Team TOM'S     | SUZ 3  | AUT 1  | FUJ 3  | MOT 3 | SUZ T  | SUG 3  | MOT 2  | MOT 2 |        | 2.       | 42   |
| 2012 | Petronas Team TOM'S     | SUZ 1  | MOT 3  | AUT 5  | FUJ 2 | MOT 4  | SUG 5  | SUZ 12 | SUZ 1 |        | 1.       | 46   |
| 2013 | Petronas Team TOM'S     | SUZ 5  | AUT 12 | FUJ 8  | MOT 1 | SUG Ki | SUZ Ki | SUZ 1  |       |        | 4.       | 24   |
| 2014 | Petronas Team TOM'S     | SUZ 5  | FUJ 2  | FUJ 3  | FUJ 1 | MOT 7  | AUT 6  | SUG 2  | SUZ 2 | SUZ 1  | 1.       | 46   |
| 2015 | Petronas Team TOM'S     | SUZ 2  | OKA    | FUJ 2  | MOT 2 | AUT 1  | SUG 4  | SUZ 4  | SUZ 2 |        | 2.       | 45,5 |
| 2016 | Vantelin Team TOM'S     | SUZ 12 | OKA 17 | FUJ 2  | MOT 7 | OKA 19 | OKA 2  | SUG 4  | SUZ 5 | SUZ 16 | 6.       | 22   |
| 2017 | Vantelin Team TOM'S     | SUZ 1  | OKA 9  | OKA 18 | FUJ 7 | MOT 11 | AUT 6  | SUG 3  | SUZ T | SUZ T  | 5.       | 22   |
| 2018 | Vantelin Team TOM'S     | SUZ 8  | AUT T  | SUG 3  | FUJ 5 | MOT    | OKA 17 | SUZ 5  |       |        | 6.       | 15   |
| 2019 | Vantelin Team TOM'S     | SUZ Ki | AUT 13 | SUG 12 | FUJ 5 | MOT 16 | OKA 2  | SUZ 14 |       |        | 12.      | 12   |
| 2020 | Vantelin Team TOM'S     | MOT 4  | OKA    | SUG 15 | AUT   | SUZ 2  | SUZ 16 | FUJ 9  |       |        | 11.      | 25   |
| 2021 | Kuo Vantelin Team TOM'S | FUJ 11 | SUZ    | AUT    | SUG   | MOT    | MOT 7  | SUZ    |       |        | 16.      | 4    |

### Le Mans-i 24 órás autóverseny
| Év   | Csapat              | Csapattárs                       | Autó                | Kategória | Kör | Összetett Helyezés | Kategória Helyezés |
| ---- | ------------------- | -------------------------------- | ------------------- | --------- | --- | ------------------ | ------------------ |
| 2012 | Toyota Racing       | Nicolas Lapierre Alexander Wurz  | Toyota TS030 Hybrid | LMP1      | 134 | Kiesett            | Kiesett            |
| 2013 | Toyota Racing       | Nicolas Lapierre Alexander Wurz  | Toyota TS030 Hybrid | LMP1      | 341 | 4.                 | 4.                 |
| 2014 | Toyota Racing       | Stéphane Sarrazin Alexander Wurz | Toyota TS040 Hybrid | LMP1-H    | 219 | Kiesett            | Kiesett            |
| 2015 | Toyota Racing       | Anthony Davidson Sébastien Buemi | Toyota TS040 Hybrid | LMP1      | 386 | 8.                 | 8.                 |
| 2016 | Toyota Gazoo Racing | Anthony Davidson Sébastien Buemi | Toyota TS050 Hybrid | LMP1      | 384 | HN                 | HN                 |
| 2017 | Toyota Gazoo Racing | Anthony Davidson Sébastien Buemi | Toyota TS050 Hybrid | LMP1      | 358 | 8.                 | 2.                 |
| 2018 | Toyota Gazoo Racing | Fernando Alonso Sébastien Buemi  | Toyota TS050 Hybrid | LMP1      | 388 | 1.                 | 1.                 |
| 2019 | Toyota Gazoo Racing | Fernando Alonso Sébastien Buemi  | Toyota TS050 Hybrid | LMP1      | 385 | 1.                 | 1.                 |
| 2020 | Toyota Gazoo Racing | Brendon Hartley Sébastien Buemi  | Toyota TS050 Hybrid | LMP1      | 387 | 1.                 | 1.                 |
| 2021 | Toyota Gazoo Racing | Brendon Hartley Sébastien Buemi  | Toyota GR010 Hybrid | Hypercar  | 369 | 2.                 | 2.                 |

### Teljes FIA World Endurance Championship eredménysorozata
(Táblázat értelmezése)

(Félkövér: pole-pozícióból indult; dőlt: leggyorsabb kört futott) 

| Év      | Csapat              | Osztály  | Kasztni             | Motor                          | 1      | 2      | 3       | 4     | 5      | 6     | 7     | 8      | 9     | Helyezés | Pont |
| ------- | ------------------- | -------- | ------------------- | ------------------------------ | ------ | ------ | ------- | ----- | ------ | ----- | ----- | ------ | ----- | -------- | ---- |
| 2012    | Toyota Racing       | LMP1     | Toyota TS030 Hybrid | Toyota 3.4 L V8 (Hybrid)       | SEB    | SPA    | LMS Ki  | SIL 2 | SÃO    | BHR   | FUJ 1 | SHA    |       | 13.      | 44   |
| 2013    | Toyota Racing       | LMP1     | Toyota TS030 Hybrid | Toyota 3.4 L V8 (Hybrid)       | SIL    | SPA Ki | LMS 4   | SÃO   | COA    | FUJ 1 | SHA   | BHR Ki |       | 12.      | 37.5 |
| 2014    | Toyota Racing       | LMP1     | Toyota TS040 Hybrid | Toyota 3.4 L V8 (Hybrid)       | SIL 2  | SPA 3  | LMS Ki  | COA   | FUJ 2  | SHA 2 | BHR   | SÃO    |       | 8.       | 71   |
| 2015    | Toyota Racing       | LMP1     | Toyota TS040 Hybrid | Toyota 3.4 L V8 (Hybrid)       | SIL 3  | SPA Vi | LMS 8   | NÜR 5 | COA 4  | FUJ 5 | SHA 6 | BHR 4  |       | 7.       | 75   |
| 2016    | Toyota Gazoo Racing | LMP1     | Toyota TS050 Hybrid | Toyota 2.4 L Turbo V6 (Hybrid) | SIL 16 | SPA 27 | LMS Hn  | NÜR 5 | MEX Ki | COA 5 | FUJ 4 | SHA 6  | BHR 4 | 8.       | 60   |
| 2017    | Toyota Gazoo Racing | LMP1     | Toyota TS050 Hybrid | Toyota 2.4 L Turbo V6 (Hybrid) | SIL 1  | SPA 1  | LMS 6   | NÜR 4 | MEX 3  | COA 3 | FUJ 1 | SHA 1  | BHR 1 | 2.       | 183  |
| 2018–19 | Toyota Gazoo Racing | LMP1     | Toyota TS050 Hybrid | Toyota 2.4 L Turbo V6 (Hybrid) | SPA 1  | LMS 1  | SIL Kiz | FUJ 2 | SHA 2  | SEB 1 | SPA 1 | LMS 1  |       | 1.       | 198  |
| 2019–20 | Toyota Gazoo Racing | LMP1     | Toyota TS050 Hybrid | Toyota 2.4 L Turbo V6          | SIL 2  | FUJ 1  | SHA 2   | BHR 2 | COA 2  | SEB 2 | SPA 1 | LMS 2  |       | 2.       | 202  |
| 2021    | Toyota Gazoo Racing | Hypercar | Toyota GR010 Hybrid | Toyota 3.5 L Turbo V6 (Hybrid) | SPA 1  | ALG 1  | MNZ 4   | LMS 2 | BHR 2  | BHR 1 |       |        |       | 2.       | 168  |

## Külső hivatkozások
- Hivatalos honlapja